# 安迪拉梅納
安迪拉梅納是馬達加斯加的城鎮，由阿拉奧特拉-曼古羅區負責管轄，位於該國北部，海拔高度932米，從事農業、服務業、畜牧業和工業的人口分別佔65%、24%、10%和1%，主要農產品有稻米、花生、玉米和木薯，2001年人口約21,000。
17°1′S 48°35′E / 17.017°S 48.583°E